# Krausův dub
Krausův dub byl památný strom u vsi Přívětice jižně od Radnic. Přibližně čtyřistaletý dub letní (Quercus robur) rostl přímo na břehu malého rybníčku v nadmořské výšce 420 m, poblíž silnice do Radnic na severozápadním okraji vsi nedaleko kostela sv. Martina. Kmen, který byl u paty dutý a byl domovem pro vosy i sršně, měl obvod
585 cm a koruna stromu dosahovala do výšky 18 m (v roce 1984 byl změřen obvod 533 cm a výška 19 m). Chráněn byl od roku 1985 pro svůj vzrůst a jako krajinná dominanta, byl také nejsilnějším dubem Rokycanska.
Strom padl 30. srpna 2006 při větším větru. Padající strom se vyhnul blízkému objektu vodárny, ale větvemi zachytil a přetrhl přívod elektrického proudu. Strom byl podle K. Ferschmanna oslaben dřevokaznými houbami a hnědou hnilobou.

## Galerie

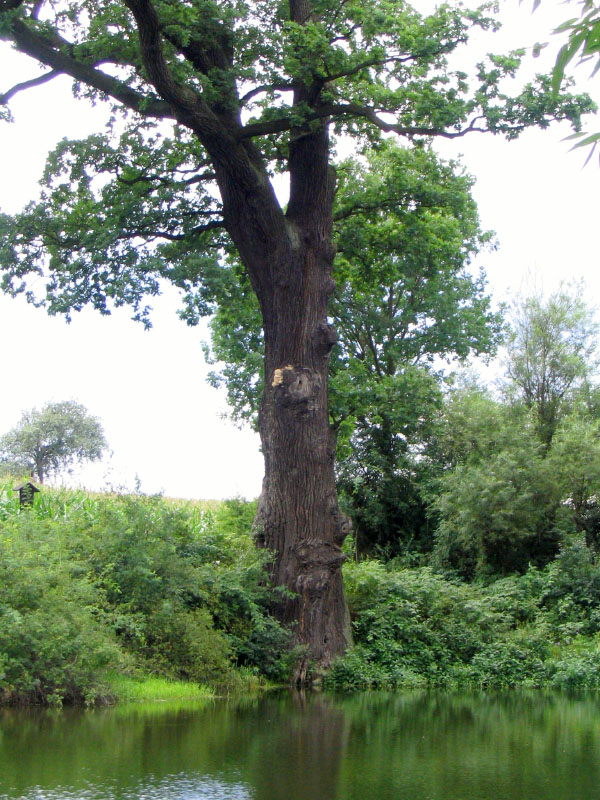
Kmen od rybníka
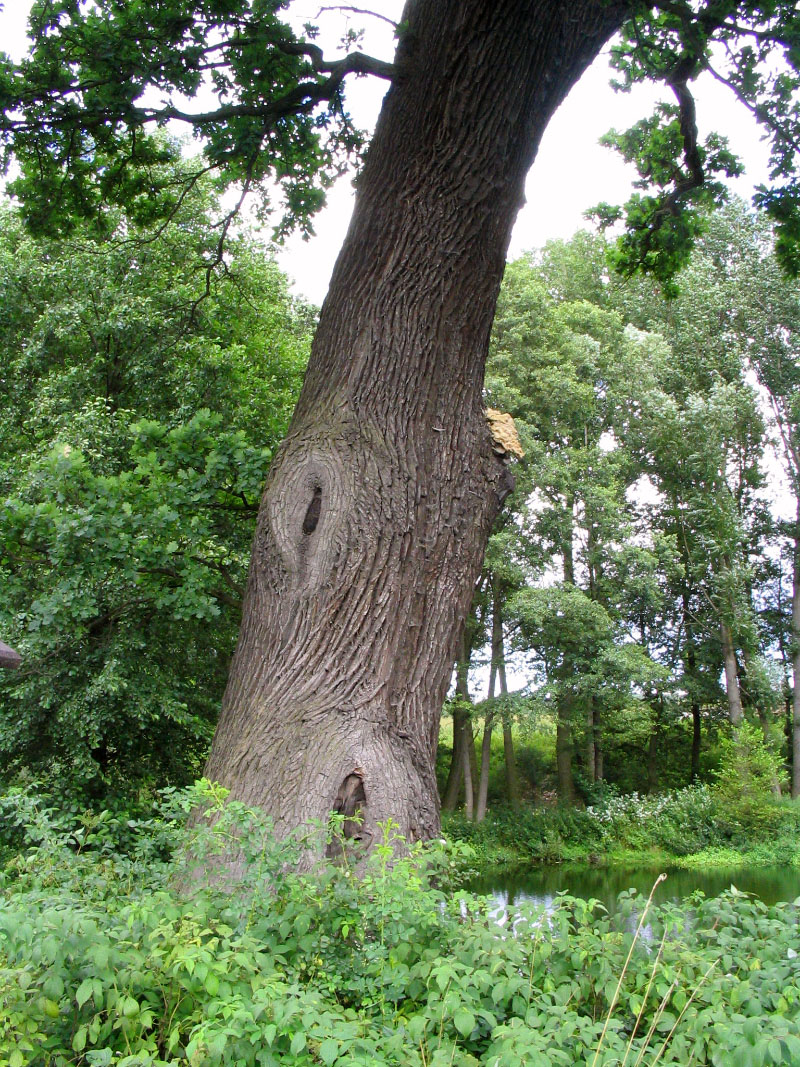
Kmen od vodárny s plodnicemi hub na pravé straně
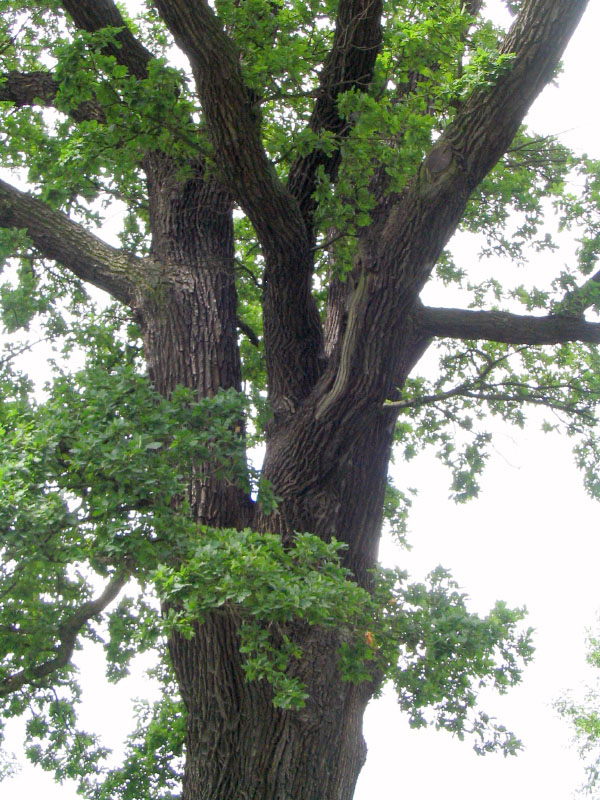
Kosterní větve
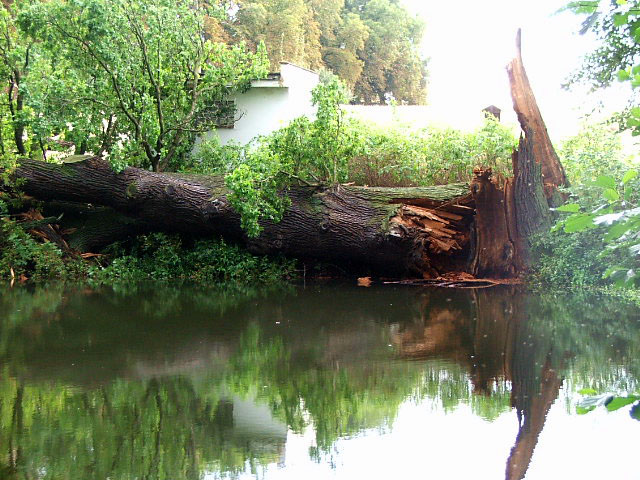
Padlý kmen, 30. 8. 2006